# Hossein Kaebi
Hossein Kaebi (Ahvaz, 23 settembre 1985) è un ex calciatore iraniano, terzino destro del Sepidrood.